# Mycena kuehneriana
Mycena kuehneriana är en svampart som beskrevs av A.H. Sm. 1947. Enligt Catalogue of Life ingår Mycena kuehneriana i släktet Mycena,  och familjen Mycenaceae, men enligt Dyntaxa är tillhörigheten istället släktet Mycena,  och familjen Favolaschiaceae. Artens status i Sverige är: Ej påträffad. Inga underarter finns listade i Catalogue of Life.